# ماکاروف ۵۵۴۵
سیارک ۵۵۴۵ (به انگلیسی: 5545 Makarov، نامگذاری:1978VY14) پنج هزار و پانصد و چهل و پنجمین سیارک کشف شده‌است که در ۱ نوامبر ۱۹۷۸ کشف شد.
قدر مطلق سیارک برابر ۱۲٫۸۰ است.